# Sextus Pompée
Pour les articles homonymes, voir Sextus Pompeius.
Sextus Pompée (en latin : Sextus Pompeius Magnus Pius), né en 68 av. J.-C. et mort en 35 av. J.-C., est un général romain du Ier siècle av. J.-C. Il est le plus jeune fils de Pompée dit « le Grand », et de sa troisième épouse Mucia Tertia. C'est un adversaire du second triumvirat et il appartient au parti républicain. Il accomplit des actes de piraterie, notamment en interceptant la flotte de blé ravitaillant Rome. Il réussit à rassembler une importante flotte et s'empare de la Corse-Sardaigne et de la Sicile en 41 av. J.-C., mais il est battu par Octave lors de la bataille de Nauloque en 36 av. J.-C. Après s'être enfui en Orient, il est assassiné l'année suivante à Milet, en Asie Mineure, sur l'ordre de Marc Antoine.

## Biographie

### Le fils du Grand Pompée
Sextus Pompée est le dernier enfant de Pompée le Grand. Il est né et grandit à Rome, dans l'ombre de son père. Ce dernier est absent durant les six premières années de la vie de Sextus car il commande la flotte romaine engagée contre les pirates qui sévissent en Méditerranée en 67 av. J.-C. et l'année suivante, est imperator des légions d'Orient, menant une guerre contre le royaume du Pont. Il ne revient en Italie qu'en 62 av. J.-C.. Le père de Sextus est alors au faîte de sa gloire, amassant une immense fortune et cumulant les fonctions politiques. Cependant en 62 av. J.-C., à son retour à Rome, le père de Sextus divorce de sa mère dont l'inconduite est notoire, d'après les lettres de Cicéron, et se remarie avec Julia, la fille de Jules César en 59 av. J.-C. et plus tard avec Cornelia Metella après la mort de Julia. Son père est au cœur de la vie politique romaine et représente l'ultime recours du Sénat pour arrêter l'ascension de César.

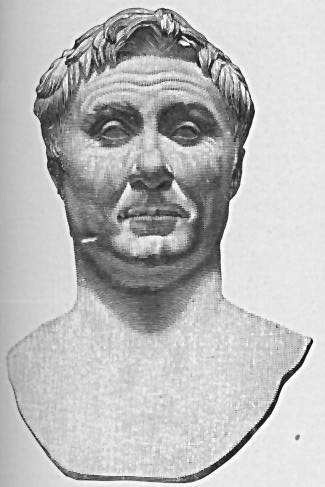
Son père Pompée le Grand.

### La résistance contre Jules César
Mais lorsque César franchit le Rubicon en 49 av. J.-C., déclenchant ainsi une guerre civile, le père et le frère aîné de Sextus Pompée s'enfuient vers l'Orient, comme la plupart des sénateurs républicains, n'ayant pu réunir assez de légions pour lui faire face. Sextus, lui, reste à Rome avec sa belle-mère Cornelia Metella.
En Grèce, l'armée de Pompée est défaite par César à Pharsale en 48 av. J.-C. et Pompée s'enfuit vers l'Égypte dont le souverain lui est redevable. Sextus Pompée et Cornelia le rejoignent en route, à Mytilène, la capitale de l'île de Lesbos. Mais à peine Pompée a-t-il atteint le littoral égyptien qu'il est assassiné, sur la plage de Péluse, sous les yeux de sa famille. Tandis que Cornelia retourne à Rome, Sextus s'engage dans la résistance contre César en Afrique, aux côtés de Metellus Scipion, Caton le Jeune et son frère Pompée le Jeune. Il s'ensuit une série de batailles opposant les optimates et les forces de César. Ce dernier met un terme à la résistance républicaine en Afrique lors de la bataille de Thapsus en 46 av. J.-C., contre Metellus Scipion. Scipion est exécuté et Caton se suicide. Sextus et son frère se retirent en Hispanie et lèvent une armée de plus de 70 000 hommes, soit treize légions, avec l'aide de Titus Labienus, ancien lieutenant de César. Mais en 45 av. J.-C., César défait les frères Pompée à la bataille de Munda, près de Cordoue, et met définitivement fin à la résistance républicaine. Labienus est tué pendant la bataille et Pompée le Jeune capturé et exécuté pour trahison. Sextus, quant à lui, parvient à s'échapper avec les débris de leur armée vers la côte est de l'Hispanie et se heurte à l'armée du préteur Caius Carrinas, envoyé par César pour le stopper, mais Sextus le défait rapidement. C'est alors que César charge Asinius Pollion, le gouverneur de l'Hispanie ultérieure, d'arrêter l'avancée de Pompée mais, ne disposant que de trois légions, Pollion est également vaincu. Sextus continue son chemin et se dirige vers Carthagène.
Sorti victorieux de la guerre civile, César retourne à Rome et met en place une dictature. Il ne lui manque plus que la royauté qu'il semble désirer. Un complot se forme et César est assassiné pendant les ides de mars en 44 av. J.-C. par un groupe de sénateurs menés par Cassius et Brutus. C'est alors qu'il prépare l'assaut de Carthagène, avec sept légions, que Sextus apprend la mort de César. Le Sénat, croyant avoir recouvré sa liberté, nomme Sextus préfet de la flotte et commandant en chef des côtes romaines. Sextus abandonne l'attaque de Carthagène et quitte l'Espagne, puis installe son quartier général à Marseille accompagné de ses légions.

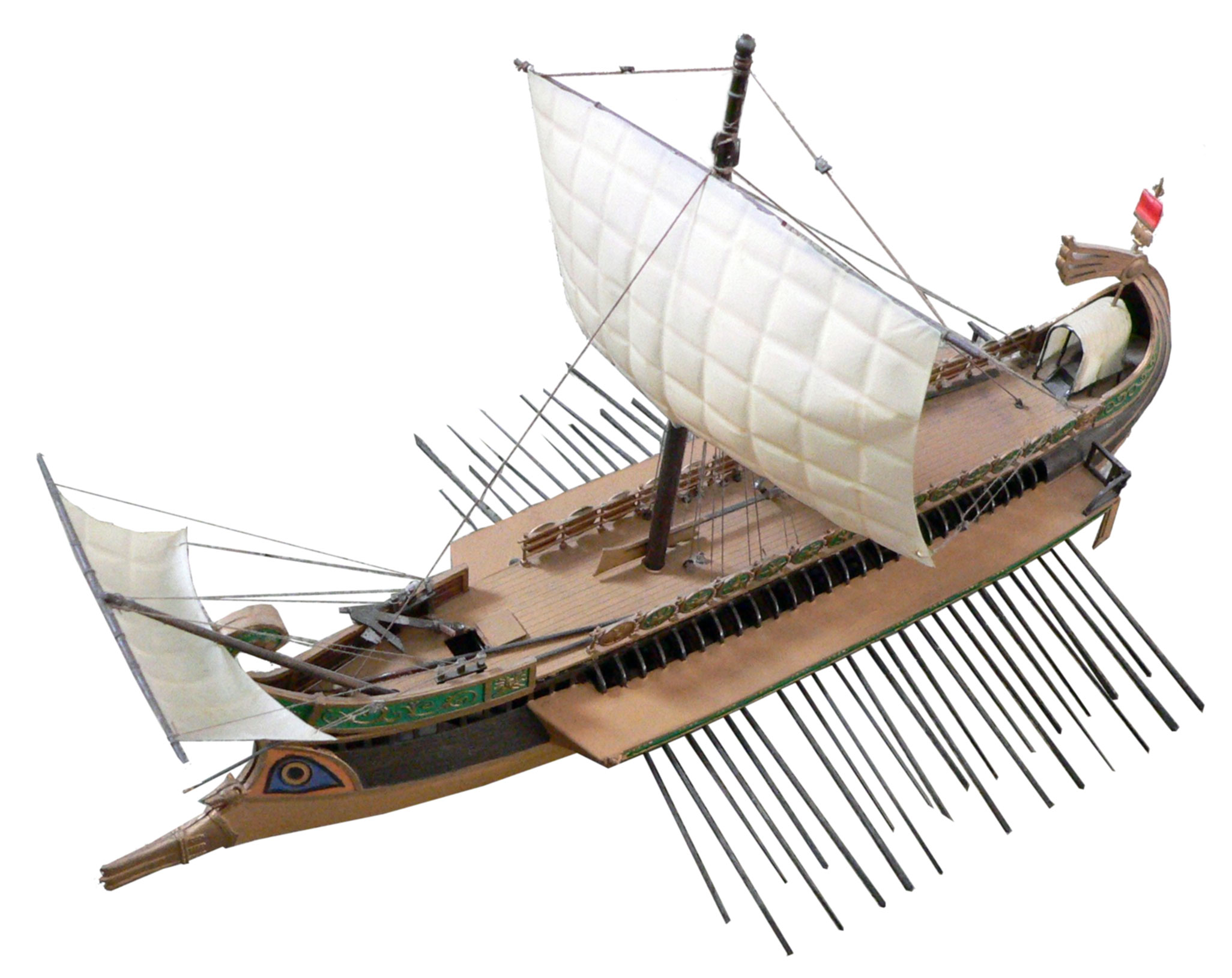
Maquette de trirème romaine.

### La lutte contre le secondtriumvirat
Mais une nouvelle guerre civile éclate entre les assassins de César, Brutus et Cassius, et ses héritiers, Octave et Marc Antoine. Sous pression, le Sénat, quatre mois seulement après l'avoir nommé, retire ses titres à Sextus. En novembre 43 av. J.-C., le second triumvirat est formé par Octave, Marc Antoine et Lépide, dans l'intention d'écraser définitivement toute opposition. Sur la volonté d'Octave, Sextus est déclaré ennemi public et inscrit sur la liste des proscrits. Il fuit de nouveau avec sa flotte et prend la mer, attaque et s'empare de la Sicile.
Cependant, l'élimination de Brutus et Cassius étant la priorité du triumvirat, Sextus Pompée peut reconstituer une base en Sicile pour lever une armée et une flotte. Il s'empare dans l'île de plusieurs villes comme Tyndaris, Mylæ et surtout Messine, la ville principale. D'autres cités, comme Syracuse, rejoignent Sextus dans la lutte, et beaucoup d'amis de son défunt père se joignent à sa cause. Sextus donne la liberté aux esclaves de l'île, et accueille au sein de son armée les fugitifs, les proscrits et les esclaves. Il rassemble une importante flotte et dispose de commandants compétents, tels que Menas, Menecrates et Démochars. Puis il entreprend avec succès d'intercepter les convois de vivres vers l'Italie. Il se targue avec un certain aplomb du titre de « fils de Neptune », dont il espère s'attirer les faveurs en lui sacrifiant un cheval et un bœuf aux cornes dorées.

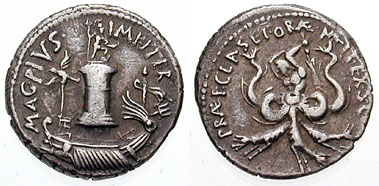
Denarius de Sextus Pompée, célébrant une victoire navale sur Auguste.

Une fois les forces de Cassius et Brutus battues lors de la bataille de Philippes en Macédoine orientale, en 42 av. J.-C., le triumvirat reporte son attention sur Sextus et la Sicile. Ce dernier est toutefois bien préparé et obtient même le secours providentiel de deux légions et 80 navires rescapés de la bataille de Philippes. Ainsi, à la tête d'une importante armée, il repousse la flotte d'Octave, commandée par Quintus Salvidienus Rufus, au large des côtes méridionales italiennes, près de Rhêgion. Plusieurs batailles ont lieu durant les années suivantes sans qu'un parti ne prenne d'avantage décisif. En 40 av. J.-C., Menas, envoyé par Sextus, bat Marcus Lurius et prend le contrôle de la Sardaigne. Sextus s'empare également de la Corse, et son blocus affame Rome. Les soldats et le peuple, accablés par la disette et les impôts, réclament la paix. Des émeutes éclatent en Italie qui sont durement réprimées. Fort de ses succès, Sextus n'est pourtant pas en mesure d'attaquer l'Italie. Sa mère Mucia tente de le persuader qu'il est temps de faire la paix. Son beau-père, Lucius Scribonius Libo, s'interpose aussi entre les triumvirs et Sextus, et arrange un mariage entre Octave et sa sœur Scribonia pour apaiser la situation.

### Tentative de paix
Les triumvirs et Sextus se retrouvent donc à Misène, en Italie, pour conclure un accord de paix en 39 av. J.-C., escortés chacun par leurs légions. Sextus demande d'abord à intégrer le triumvirat à la place de Lépide, ce qui provoque la rupture des pourparlers. Mais sa mère Mucia et son beau-père Libo, tous deux présents en tant que médiateurs, parviennent à convaincre Sextus de revenir à la table des négociations. Finalement, le traité de Misène est conclu et reconnaît la puissance de Sextus. Il est nommé gouverneur de la Sicile, de la Sardaigne, de la Corse et de l'Achaïe. Ses troupes doivent recevoir les mêmes avantages que celles des triumvirs : butins, retraites, etc. Les proscrits engagés à ses côtés sont réhabilités et recouvrent leurs biens, à l'exception des assassins de César. Les esclaves réfugiés en Sicile sont définitivement affranchis. Sextus obtient de plus la promesse d'obtenir le consulat de l'année 38 av. J.-C., et d'être dédommagé pour son héritage. En contrepartie, il s'engage à cesser ses actes de piraterie, à débarrasser les côtes des pirates, et à rétablir la livraison de blé depuis la Sicile et la Sardaigne vers l'Italie.

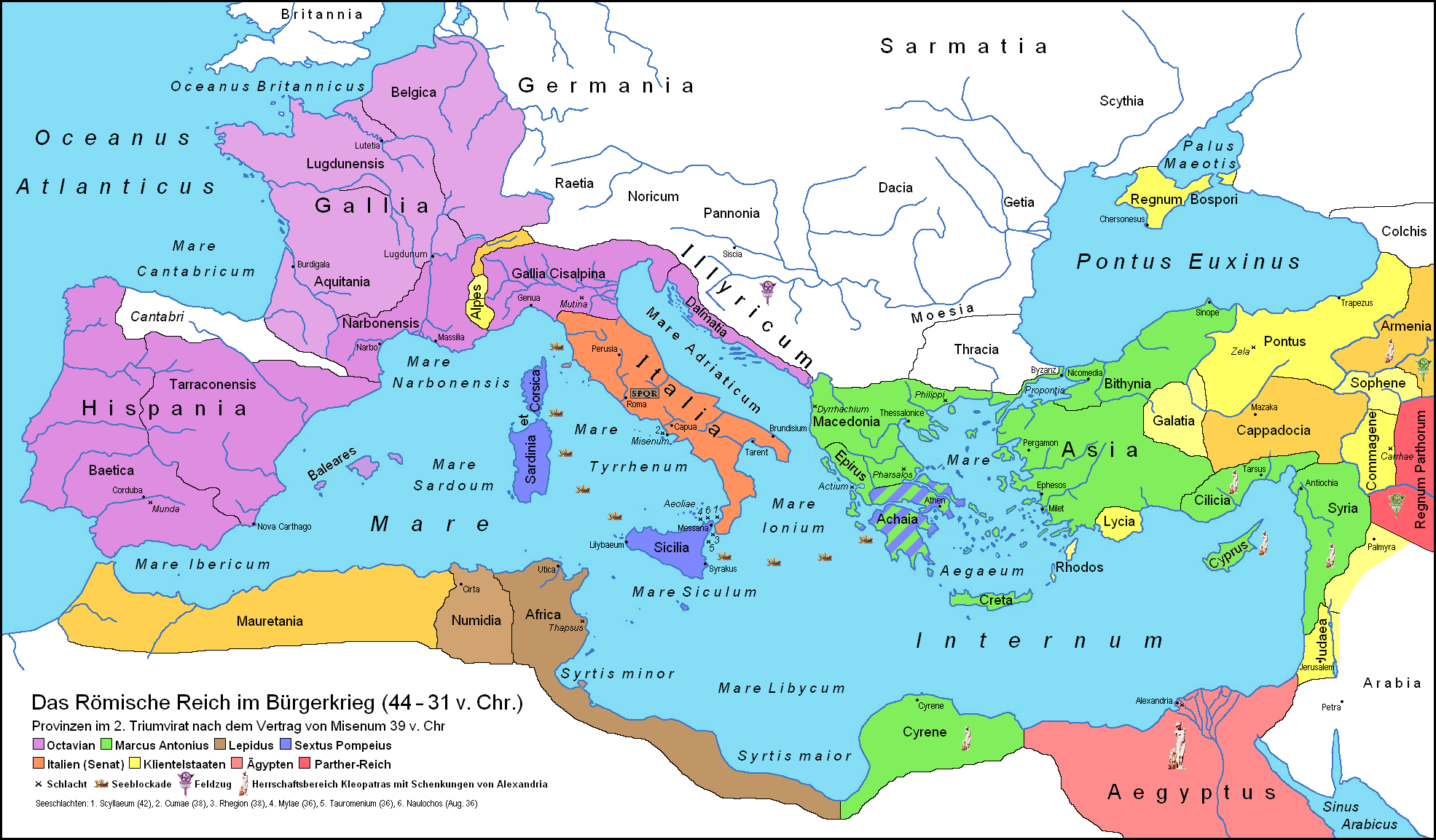
Le partage du monde romain après la paix de Misène en -39
Italie (Sénat)
Provinces d'Octave
Provinces de Marc-Antoine
Provinces de Lépide
Régions contrôlées par Sextus Pompée
Royaume d'Égypte (Cléopâtre)
États clients

Après ce traité, Sextus invite Antoine et Octave à dîner sur son vaisseau, qu'il présente ironiquement comme ses « Carènes », allusion grinçante à son ancienne demeure dans le quartier des Carènes, à Rome, dont Antoine s'était emparé. Afin de marquer la nouvelle alliance, la fille unique de Sextus Pompée, Pompeia Magna, est donnée en mariage au neveu d'Octave, Marcellus. Le traité de Misène, signé peu après le pacte de Brindes, qui doit sceller le partage du monde romain entre les triumvirs, est un bon compromis pour Antoine et Octave. Antoine, qui prépare la campagne contre les Parthes, a besoin de toutes ses légions et de libérer le front de la Sicile. Octave, lui, peut s'occuper des affaires intérieures. Toutefois, après la signature de ce traité, la plupart des alliés de Sextus au Sénat et les anciens proscrits choisissent le camp d'Octave ou d'Antoine. Sextus perd en fait de nombreux et précieux alliés.

### La rupture avec Octave et Marc Antoine
Malgré sa nomination comme gouverneur de l'Achaïe, en Grèce, Marc Antoine refuse de livrer la région à Sextus car il a besoin du revenu des impôts du Péloponnèse pour financer sa campagne contre les Parthes. Octave, lui, répudie Scribonia pour épouser Livie, ce qui est pour Sextus une provocation. Il reprend de ce fait son blocus et laisse les côtes italiennes à la merci des pirates. Mais Octave parvient à corrompre le principal allié de Sextus, Menas, qui lui livre, en 37 av. J.-C., la Corse, la Sardaigne et plusieurs légions. Placé sous le commandement de Caius Calvisius Sabinus, Menas se révèle aussi un excellent soutien militaire.
Sextus parvient malgré tout à contenir l'agression grâce à l'expérience de ses troupes et sa supériorité tactique. Ses navires de guerre, plus petits et légers, sont capables de mener des attaques rapides et destructrices contre ses ennemis. Octave est battu à la bataille de Messine en 37 av. J.-C., puis à nouveau en août de l'année suivante où il est blessé à Taormine. Mais il peut toutefois compter sur son principal général, Agrippa, devenu préfet de la nouvelle flotte romaine. Agrippa utilise une nouvelle arme navale, l'harpax, une pièce de bois d'environ deux mètres munie de crochets et lancée par une baliste. Elle permet d'accrocher le bateau ennemi et de l'aborder. Agrippa rassemble une puissante flotte composée de plus de 20 000 rameurs, notamment grâce aux 120 navires d'Antoine qu'il avait échangés contre 20 000 soldats d'infanterie pour sa guerre contre les Parthes. Durant cette guerre, plus de 200 000 hommes et 1 000 navires des adversaires se font face, y compris une flotte de Lépide en soutien à Octave depuis l'Afrique. Sextus est encerclé, attaqué par les triumvirs sur les trois côtés de la Sicile : à Lilybée au sud par Lépide, sur la côte occidentale par Agrippa et par Antoine sur la côte orientale.

### La chute et la fuite de Sextus
Finalement, Sextus est vaincu par Agrippa lors de la bataille de Nauloque, en septembre 36 av. J.-C.. Il est contraint de s'enfuir, abandonne la Sicile et se réfugie sur l'île de Lesbos en Grèce avec sa fille et 17 navires. Sextus lève une nouvelle armée sur l'île et envoie des émissaires à Marc Antoine pour tenter de contracter une alliance avec lui, Antoine ayant rompu avec Octave. Méfiant, Antoine, de retour de sa campagne contre les Parthes, refuse la proposition de Sextus. Sextus abandonne sa flotte, incorpore les membres d'équipage dans son armée et se met alors en marche avec ses légions vers l'Asie Mineure en 35 av. J.-C. et ne rencontre aucune résistance du gouverneur de l'Asie, Caius Furnius. Il s'empare de Nicomédie, Lampsaque et Nisée et cherche à contracter des alliances avec les royaumes locaux, et même avec les Parthes. Mais un des généraux d'Antoine, Titius, lui barre la route avec une puissante armée et 120 navires de guerre. Sextus essaye de négocier avec lui mais Titius refuse toute proposition. Une nuit, Sextus essaie d'atteindre la côte avec des troupes légèrement armées afin de brûler les navires de Titius. Mais son demi-frère Marcus Aemilius Scaurus trahit le plan.
Le roi Amyntas de Galatie, client d'Antoine, et ses 1 500 cavaliers retrouvent Sextus près de Midæion en Phrygie et le capturent. Il est livré aux forces d'Antoine et est escorté jusqu'à Milet. Une fois sur place, Sextus est assassiné par Titius en 35 av. J.-C. sans procès. Toutefois, l'identité de celui qui donna l'ordre de cet assassinat est encore mal connue. En effet, il pourrait s'agir d'Antoine lui-même ou bien de Lucius Munatius Plancus, lieutenant du triumvir qui possédait alors le sceau d'Antoine. Marcus Titius a également pu agir de son propre chef, sans l'ordre d'un supérieur, mais cette piste est toutefois moins probable. Le récit le plus détaillé de l'élimination de Sextus Pompée est donné par Appien dans le Livre V de sa Guerre civile. Au § 144, Appien précise que Sextus Pompée fut exécuté pendant sa 40e année, ce qui le ferait naître en 75 av. J.-C. Mais cette année est la date de naissance de Pompée le Jeune, son frère aîné.

### Conséquences de sa défaite
Après la défaite de Sextus, Lépide est écarté du pouvoir par Octave pour entente avec lui, ayant incorporé les restes des forces de Pompée, alors qu'Antoine combat les Parthes en Orient. Les provinces de Lépide (l'Afrique) sont directement soumises à l'administration d'Octave, et le triumvir déchu est envoyé en résidence en Italie. Le sort de Sextus, exécuté sans procès, est l'une des armes utilisées par Octave contre Antoine, plusieurs années plus tard, lorsque leur rivalité les tournera finalement l'un contre l'autre. Sextus Pompée était avant tout mû par un désir de réhabilitation de la gloire paternelle. C'est pour cette raison qu'il reprit la lutte des pompéiens et avait ajouté à son nom ceux de Magnus et de Pius montrant respect et dévouement pour son illustre père.

## Homonymie et consulat
Quatre homonymes portent également le nom de Sextus Pompeius, notamment deux consuls en 35 av. J.-C. et 14 apr. J.-C.. Ces quatre homonymes forment une lignée directe, à laquelle Sextus n'appartient pas directement.